# Foscagnopas
De in 1914 geopende Passo Foscagno vormt de verbinding tussen Livigno en Valdidentro in de Italiaanse provincie Sondrio. Op de pashoogte is een controlepost, dit omdat Livigno in een belastingvrije zone ligt. De weg is vaak erg druk door de vele wintersporters en koopjesjagers. Het wegdek van de pas is breed en matig stijgend. De bergpas is ook in de winter geopend.
Vanuit Valdidentro klimt de weg omhoog met ruime bochten naar de opening van het Val Viola. Daar buigt de weg en baant zich een weg over de helling, deels met lawinegalerijen naar pashoogte. Vlak voor de controlepost liggen een aantal kleine meren. Na pashoogte daalt de weg snel en leidt door het Valle di Foscagno. Na een paar kilometer wordt Trepalle bereikt, dit maakt deel uit van Livigno en hier treft men de eerste taxfree winkels aan. De route naar Livigno gaat verder over de Passo d'Eira.
De Foscagnopas is driemaal onderdeel geweest van de Ronde van Italië, in 2005, 2010 en 2024.
| Jaar | Rit | Datum  | Etappe                         | km  | Eerste boven    | Winnaar etappe |
| ---- | --- | ------ | ------------------------------ | --- | --------------- | -------------- |
| 2005 | 14  | 22 mei | Egna > Livigno                 | 210 | Iván Parra      | Iván Parra     |
| 2010 | 20  | 29 mei | Bormio > Ponte di Legno Tonale | 178 | Stefano Pirazzi | Johann Tschopp |
| 2024 | 15  | 19 mei | Manerba del Garda > Livigno    | 222 | Nairo Quintana  | Tadej Pogačar  |